# Marianne Brandtová
Marianne Brandtová (1. října 1893 Saská Kamenice – 18. června 1983 Kirchberg) byla německá designérka, fotografka, malířka, a sochařka patřící k výtvarné škole Bauhaus založené Walterem Gropiem.

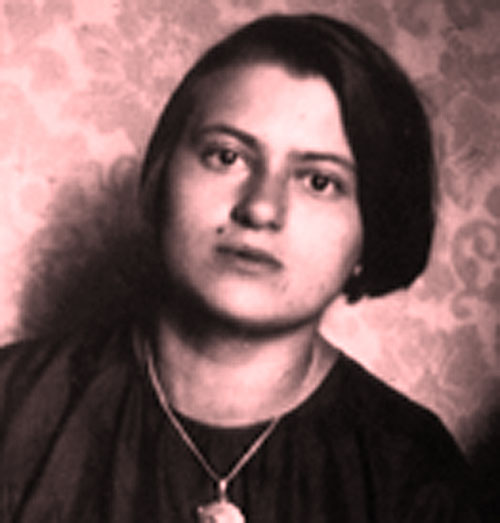
Marianne Brandt

## Život a dílo
Marianne Brandtová se narodila v německém městě Chemnitz. Jejím otcem byl uznávaný advokát Franz Bruno Liebe, který se mimo jiné věnoval divadlu a umění. Po něm Marianne zdědila hudební talent a v mládí se věnovala hře na housle.

### Výmar
V osmnácti letech se Marianne přestěhovala do Výmaru, kde navštěvovala uměleckou školu "Fürstlich Freie Zeichenschule" pod vedením Huga Flintzera. Následně byla přijata na "Großherzoglich-Sächsische Kunstschule Weimar", kde se především zaměřila na studium malířství a plastiky.
V roce 1917 začala svá díla vystavovat v galerii Gerstenberg. Tato vystavovaná díla byla značně ovlivněna expresionismem. V této době se také seznámila se svým budoucím manželem Erikem Brandtem.

### Oslo
Během první světové války přerušila studium a společně s Erikem Brandtem opustila Německo. Na krátkou dobu se odstěhovali do norského Osla, kde Erik poprvé vystavoval svá díla ve výtvarném spolku. Marianne se však v Norsku necítila doma, a tak se oba později vydali do Paříže.

### Bauhaus

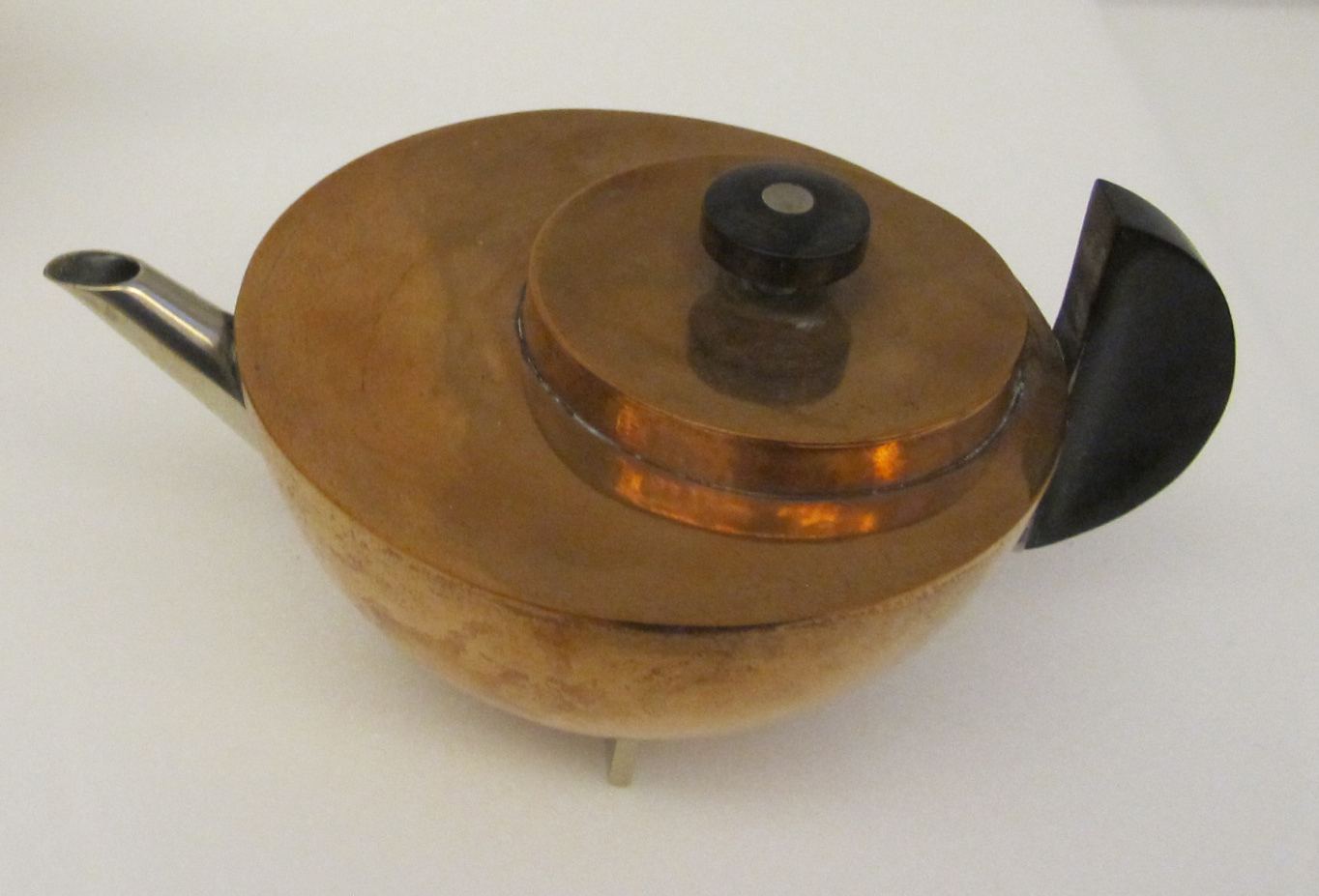
"Tee-Extraktkännchen MT 49", 1924

V roce 1921 se Marianne vrátila zpět do Výmaru, kde se účastnila seminářů sochařství pod vedením Richarda Engelmanna. V témže roce se její manžel vrátil na rok do Norska. Marianne se rozhodla začít studovat na výtvarné škole Bauhaus, kde se učila pod vedením maďarského profesora László Moholy-Nagyho a amerického malíře německého původu Josefa Alberse. Mimo jiné byla také vyučována Wassilem Kandinskym a Paulem Kleem. Současně se studiem Bauhausu se účastnila kurzů práce s kovy.

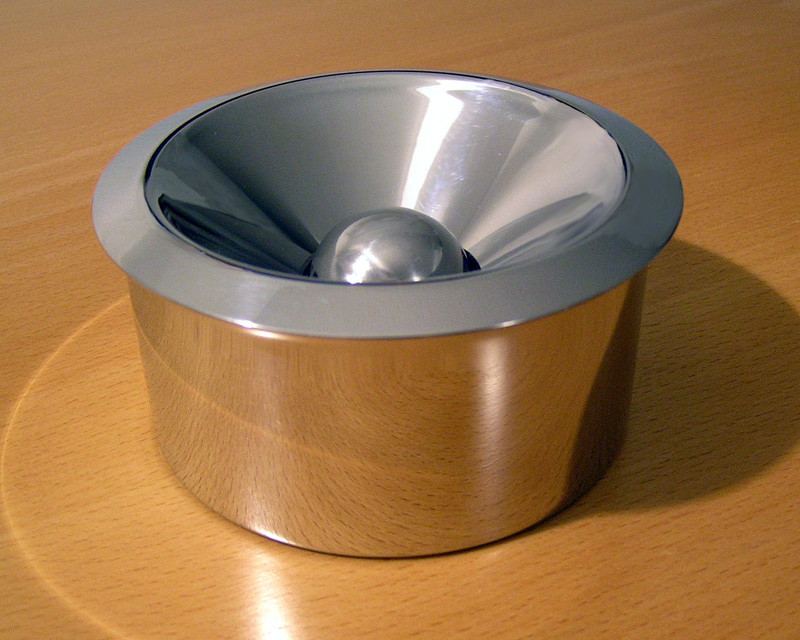
Popelník podle návrhu Marianne Brandt

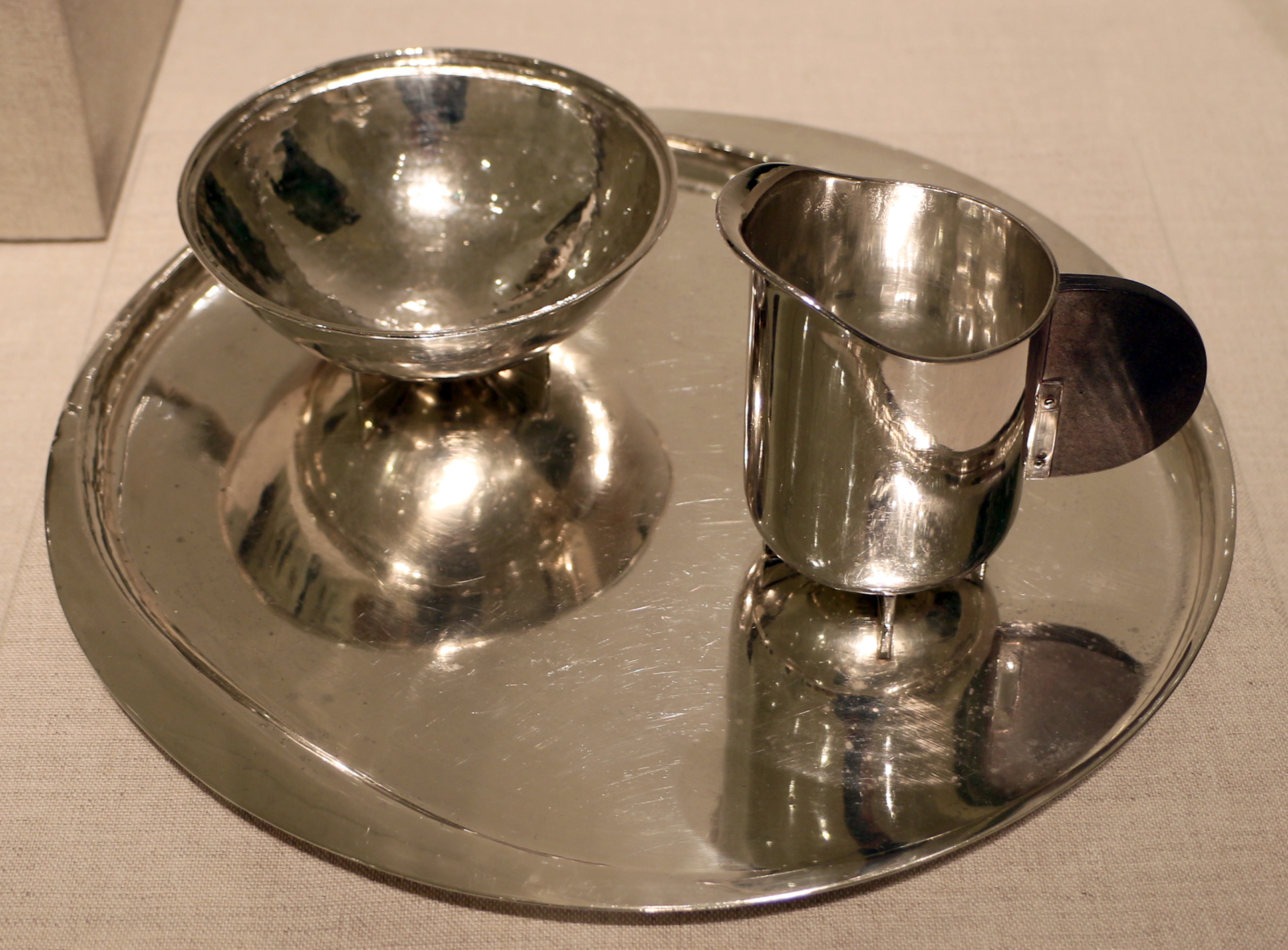
Servis podle návrhu Marianne Brandt, 1924

V této době se Marianne věnovala tvorbě konviček na čaj, popelníků a čajových servisů, kterými je velmi proslulá. Při tvorbě se držela jednoduchých forem typických pro Bauhaus. Základní geometrické tvary (čtverec, kruh, trojúhelník) tak tvořily bázi pro vznik Marianniných návrhů. Díla Marianne Brandtové měla sloužit především pro běžné užití, neměla být pouhými předměty luxusu.
Po ukončení svého vzdělání se Marianne Brandtová stala zástupkyní vedoucího v kovoobráběcí dílně. Začátky v dílně pro ni nebyly lehké, neboť zde stále panoval názor, že žena do takového pracovního prostředí nepatří. V letech 1928–1929 byla kromě Gunty Stölzl jedinou ženou pracující na vyšším postu ve výtvarné škole Bauhaus.
Mnohými návrhy, které Marianne Brandtová v době působení na výtvarné škole Bauhaus vytvořila, se i v dnešní době inspirují někteří designéři. Její díla jsou vystavována v mnoha muzeích po celém světě (například v Londýně, Paříži, New Yorku nebo Cambridgi).
Od roku 1926 iniciovala a organizovala spolupráci s berlínskou firmou na výrobu osvětlení Schwintzer & Gräff a lipskou firmou Körting & Mathiesen, která pod názvem "Kandem" vyráběla lampy. Již v roce 1927 se na trhu v rámci spolupráce s již zmíněnými firmami objevovaly první realizace návrhů Marianne Brandt. Na návrzích osvětlení spolupracovala s Hansem Przyremblem. Celkem v této době vytvořila 28 modelů lamp. Světla podle návrhů Marianne Brandtové jsou dnes k vidění například v Museum of Modern Art v New Yorku nebo v British Museum v Londýně. Kromě již zmíněných návrhů se také věnovala fotografování a koláži.
Po roce 1929 pracovala čtyři měsíce jako interiérová designérka v architektonické kanceláři Waltera Gropia. Následně pod jeho vedením vystavovala v Paříži.

### Následující roky

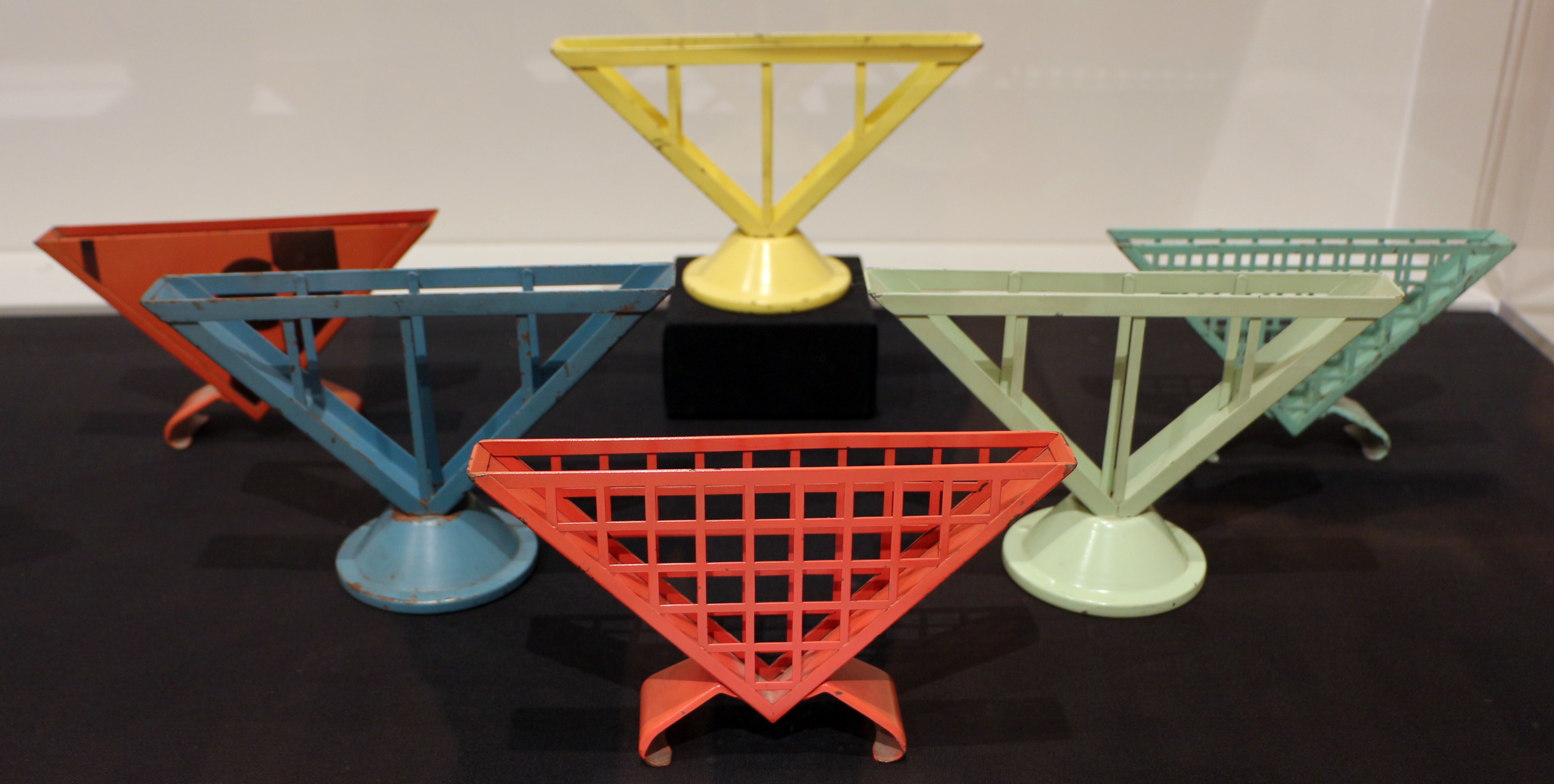
Ukázka práce pro Ruppelwerk GmbH

Koncem roku 1929 se Brandtová stala vedoucí návrhářského oddělení firmy na kovové předměty Ruppelwerk GmbH v německém městě Gotha.
V době nacionálního socialismu se návrhářka vrátila zpět do svého rodného města Chemnitz. V roce 1935 se rozvedla se svým manželem a začala se více věnovat malířství. Bylo jí umožněno vystavovat v menším ateliéru v Chemnitz a až do roku 1948 byla bez zaměstnání.
V letech 1949 až 1951 vyučovala na univerzitě v Drážďanech. Především se věnovala výuce práce se dřevem, kovem a keramikou.

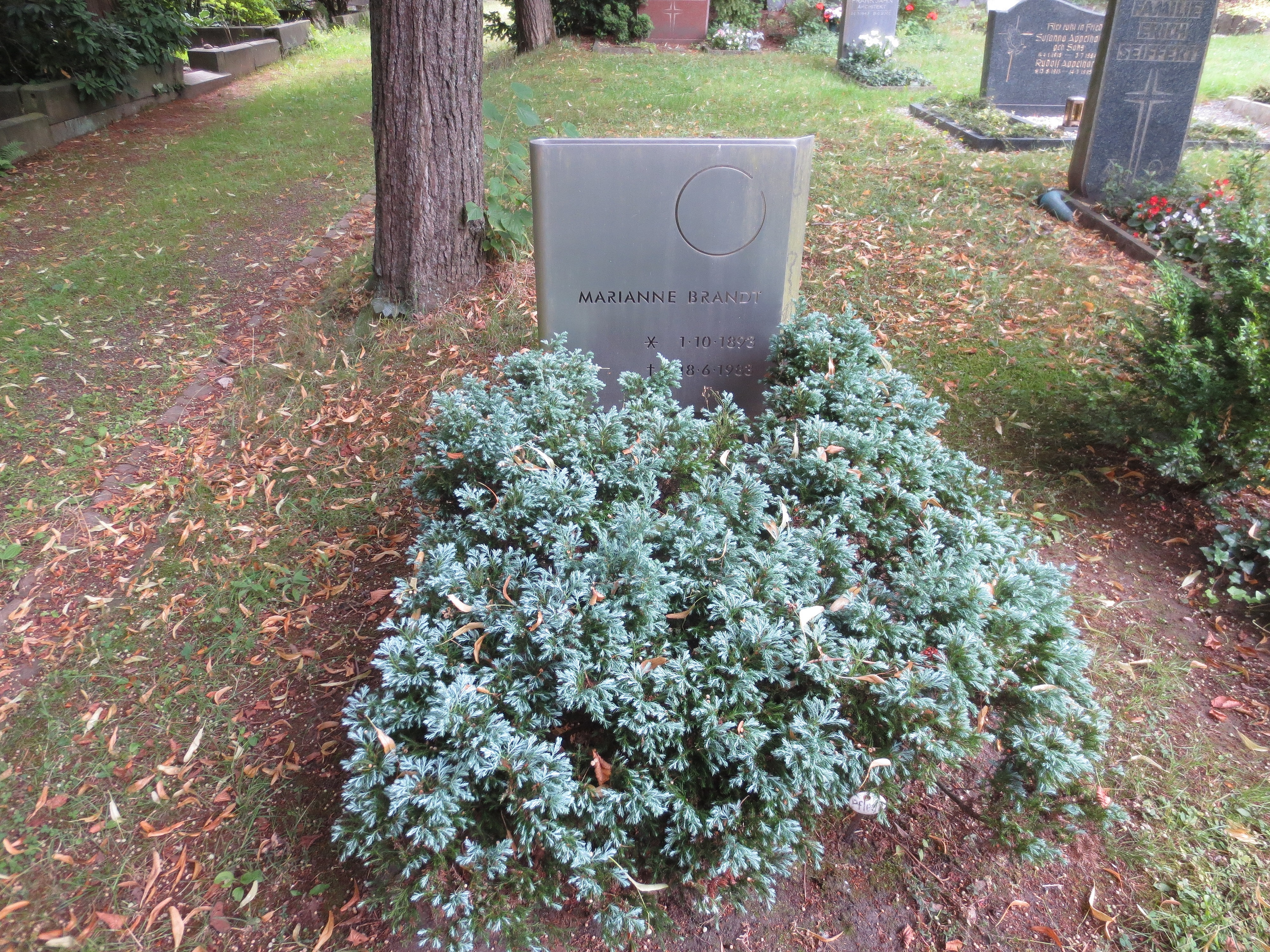
Hrob Marianne Brandtové na hřbitově v Chemnitz

Na přelomu let 1953 a 1954 pobývala umělkyně v Číně, kde v té době probíhala výstava "Deutsche Angewandte Kunst in der DDR". Po návratu zpět do Německa se Marianne věnovala svobodnému umění a ruční práci.
Marianne Brandtová zemřela 18. června roku 1983 v domově pro seniory v Kirchbergu. Bylo jí 89 let.

### Film
- Farbe, Form, Licht. Marianne Brandt – Eine Chemnitzer Künstlerin. Regie: Nicole Schink, Thomas Pencs; Produktion: Chemnitzer Filmwerkstatt e.V., 2002